# Lista de primeiros-ministros das Fiji
Esta é a lista de primeiros-ministros das Fiji (oficialmente: Primeiro-ministro da República das Fiji). O primeiro-ministro é o chefe do governo fijiano e é nomeado pelo Presidente nos termos da Constituição. O primeiro-ministro é responsável por chefiar o gabinete, onde possui o poder de nomear e destituir os ministros. O atual primeiro-ministro é Sitiveni Rabuka, desde 24 de dezembro de 2022.
A lista abaixo apresenta todos aqueles que ocuparam efetivamente o cargo de primeiro-ministro desde a independência do país, em 1970.

## Lista
Primeiro-ministro interino
| Ordem                                                                     | Nome              | Início do Mandato      | Fim do Mandato         | Duração                     |
| Domínio das Fiji                                                          | Domínio das Fiji  | Domínio das Fiji       | Domínio das Fiji       | Domínio das Fiji            |
| ------------------------------------------------------------------------- | ----------------- | ---------------------- | ---------------------- | --------------------------- |
| 1                                                                         | Kamisese Mara     | 10 de outubro de 1970  | 13 de abril de 1987    | 16 anos, 6 meses e 3 dias   |
| 2                                                                         | Timoci Bavadra    | 13 de abril de 1987    | 14 de maio de 1987     | 1 mês e 1 dia               |
| Cargo vago (14 de maio de 1987 – 5 de dezembro de 1987) 6 meses e 21 dias |                   |                        |                        |                             |
| República das Fiji                                                        |                   |                        |                        |                             |
| 3                                                                         | Kamisese Mara     | 5 de dezembro de 1987  | 2 de junho de 1992     | 4 anos, 5 meses e 28 dias   |
| 4                                                                         | Sitiveni Rabuka   | 2 de junho de 1992     | 19 de maio de 1999     | 6 anos, 11 meses e 17 dias  |
| 5                                                                         | Mahendra Chaudhry | 19 de maio de 1999     | 27 de maio de 2000     | 1 ano e 8 dias              |
| 6                                                                         | Tevita Momoedonu  | 27 de maio de 2000     | 27 de maio de 2000     | Algumas horas               |
| Cargo vago (27 de maio de 2000 – 4 de julho de 2000) 1 mês e 7 dias       |                   |                        |                        |                             |
| 7                                                                         | Laisenia Qarase   | 4 de julho de 2000     | 14 de março de 2001    | 8 meses e 10 dias           |
| –                                                                         | Tevita Momoedonu  | 14 de março de 2001    | 16 de março de 2001    | 2 dias                      |
| 9                                                                         | Laisenia Qarase   | 16 de março de 2001    | 5 de dezembro de 2006  | 5 anos, 8 meses e 19 dias   |
| 10                                                                        | Jona Senilagakali | 5 de dezembro de 2006  | 4 de janeiro de 2007   | 30 dias                     |
| 11                                                                        | Frank Bainimarama | 5 de janeiro de 2007   | 23 de dezembro de 2022 | 15 anos, 11 meses e 18 dias |
| 12                                                                        | Sitiveni Rabuka   | 24 de dezembro de 2022 | Incumbente             | 2 anos, 2 meses e 21 dias   |